# هنري فيدال
هنري فيدال (بالفرنسية: Henri Vidal)‏ (و. 1919 – 1959 م) هو ممثل، من فرنسا، ولد في كليرمون فيران، توفي في باريس، عن عمر يناهز 40 عاماً بسبب نوبة قلبية.

## وصلات خارجية
- هنري فيدال على موقع IMDb (الإنجليزية)
- هنري فيدال على موقع مونزينجر (الألمانية)
- هنري فيدال على موقع ألو سيني (الفرنسية)
- هنري فيدال على موقع أول موفي (الإنجليزية)
- هنري فيدال على موقع قاعدة بيانات الأفلام السويدية (السويدية)
- هنري فيدال على موقع قاعدة بيانات الفيلم (الإنجليزية)
- هنري فيدال على موقع كينوبويسك (الروسية)